# فوج إسماعيلوفسكي
فوج إسماعيلوفسكي ((بالروسية: Изма́йловский лейб-гва́рдии полк)‏) كان واحدا من أقدم الأفواج في الجيش الروسي، إحدى وحداتها من كتيبة المشاة الأولى للحرس في الحرس الامبراطوري الروسي. تشكل الفوج في موسكو في 22 سبتمبر 1730. العقيد الأولى من الفوج عين القائد العام الكونت كارل غوستاف فون لوينوولد. من بعده، افراد من العائلة الامبراطورية كانوا قادة في الفوج.
يوم 17 مارس تم تغيير اسمه إلى  فوج حرس صاحب السمو الامبراطوري كونستانتين بافلوفيتش  ثم في 28 أيار / مايو من نفس السنة فوج حرس الإنقاذ صاحب السمو الامبراطوري نيكولاي بافلوفيتش. الاسم الأصلي كان عاد في عام 1801. تم الاحتفاظ بالشعارات في كاتدرائية الثالوث سانت بطرسبرغ.

## الجدول الزمني
- 1737—لأول مرة فوج إسماعيلوفسكي يشارك في الإجراءات في 1737 عندما كتيبة تحت قيادة الكولونيل بيرون قاتلوا في الحرب الروسية التركية. مع المشير بوركهارد كريستوف فون Munnich هذا أول كتيبة دخلت القلعة التركية لOchakov.
- 1742 الحرب الروسية السويدية
- 1788—Ochakov، Bendery، Brailov
- 1790 الحرب الروسية السويدية
- 1805 أوسترليتز
- 1807 معركة فريدلند
- 1808 الحرب الفنلندية
- 1812 بورودينو
- 1813 Lützen، بوتسن، Kulm، ليبزيغ
- 1828-1829 الحرب الروسية التركية
- 1831 الحملة البولندية
- 1863-1864 الحملة البولندية
- 1878-1879 الحرب الروسية التركية
- 1914 الحرب العالمية الأولى

## رؤساء الاحتفالية
- 22 سبتمبر 1730 -- 30 أبريل 1735—الكونت كارل غوستاف فون لوينوود
- 30 أبريل 1735 -- 17 أكتوبر 1740—الامبراطورة آنا روسيا
- 17 أكتوبر 1740 -- 25 نوفمبر 1741—الإمبراطور إيفان السادس
- 25 نوفمبر 1741 -- 25 ديسمبر 1761—الامبراطورة إليزابيث روسيا
- 25 ديسمبر 1761 -- 28 يونيو 1762—الإمبراطور بيتر الثالث
- 28 يونيو 1762 -- 6 نوفمبر 1796—الامبراطورة كاترين الثانية
- 7 نوفمبر 1796 -- 10 نوفمبر 1796—الإمبراطور باول الأول
- 10 نوفمبر 1796 -- 28 مايو 1800 -- الأمير كونستانتين بافلوفيتش
- 28 مايو 1800 -- 18 فبراير 1855—غراند برينس (ثم الإمبراطور) نيكولاي الأول
- 19 فبراير 1855 -- 1 مارس 1881—الإمبراطور ألكسندر الثاني
- 2 مارس 1881 -- 21 أكتوبر 1894—القيصر ألكسندر الثالث (باعتباره الرئيس 2 منذ 28 أكتوبر 1866)
- 2 نوفمبر 1894 -- 1917—القيصر نيقولا الثاني

## الروابط الخارجية
- (بالروسية) الجدول الزمني للفوج